# Vila Viktora Kříže
Vila Viktora Kříže původně Vila Eva, postavená pro stavitele Viktora Kříže dle pozměněných plánů Karla Řepy z roku 1925, je situována v relaxační části Pardubic na břehu Matičního jezera a v bezprostřední blízkosti Bubeníkových sadů.
Po návratu Karla Řepy z lublaňského ateliéru jeho školitele Jože Plečnika (hlavního architekta presidenta Masaryka) do rodných Pardubic započíná svoji architektonickou tvorbu rodinného bydlení vilou čp. 655 za spolupráce interiérového dekoratéra a knižního grafika Josefa Salavce (spolupracovníka Františka Kysely a Pavla Janáka, při realizaci pardubického krematoria – „domu světla“), který dekoroval interiéry ve stylu art deco výše uvedené budovy.

## Charakter vily

### Exteriér
Ustouplé jihovýchodní nároží domu je měkce zaobleno a vynáší terasu v patře. Malebný obrys terasy lemuje zídka s perforovaným parapetem vynášeným dvojicemi válcových terakotových pilířků (otvory zábradlí původně vyplňovaly květinové truhlíky). V intervalech mezi okny jsou na zbylých průčelích domu přikotveny laťové konstrukce na ozdobnou zeleň. Utilitárně pojednanou zahradní tvář vilky zdobí střešní, asymetricky položený polygonální vikýřek s dřevěným pláštěm. Nevšední, a pro oko nepoučeného chodce lehce iritující prvek představuje kombinace hráškově zelené a bílé barvy uplatněná na okenních rámech. Obdobně jako růžový akord dominující dveřním křídlům hlavního vchodu ji určil nedávný restaurátorský průzkum původní barevnosti domu.

### Interiér
Epicentrum vily tvoří halová chodba s navazujícím dvoukřídlým schodištěm, masiv jehož střední zdi přechází v dřevěné trámkové zábradlí s květníkem. Náplň parteru vytvářely obytné místnosti pokoje a salonu, zakončeného zúženým arkýřkem pod terasou, a provozní zóna s kuchyní (s původním sporákem) a umývárnou, orientovanými do zahrady. Dispoziční členění podkrovního patra bylo obdobné: z předsíně, pravoúhle zalomené do chodbičky vedoucí k balkonu, se vstupovalo do pokojů v čelním rizalitu a v západní mansardě, komory a skrovného útulku pro služebnou.
Působivý geometrický rastr výmalby schodiště Křížovy vily upomíná na řešení smuteční síně pardubického krematoria, provedené podle návrhu skvělého dekoratéra Františka Kysely. Spojuje ji s ním nejen vitální kolorismus, ale snad i idea filozofického panteismu, jenž byl Salavcovi - jak se lze dočíst v jeho pozoruhodných, leč dosud nepublikovaných memoárech - hluboce vlastní.[zdroj?]
Meditativní akcent neschází ani dalším prostorám domu: přízemní pokoj v uličním rizalitu jako by byl záměrně od komorního ruchu ulice odcloněný pevnou stěnou a proudy zředěného světla do něj pronikaly jen nárožními okenními výzory, na severní stěně pokoje v patře se při západu slunce zase odráží vlnky větrem zčeřené hladiny Matičního jezera.[zdroj?]

#### Jižní pokoj zpěvu ptactva
Centrální prostora v dispozici - hlavního dvaceti dvou stupňovitého schodiště na severní straně stavby domu (které je zdobeno "stromečkovým dekorem", jež je "korunováno" světelným elektrickým stropním osvětlením)- je umístěna na jižní straně domu v prvním patře. Původně projektovaný pokoj - ložnice - je netradičně kompozičně opticky uzavřen tmavě dřevěnou jednoduše komponovanou konstrukcí zábradlí schodiště, které zrak transponuje blankytnou modří do prostory, která byla originálně vyzdobena výmalbou "zpěvu ptactva" od Josefa Salavce, který drobnou variantu užil také v přebalu sborníku skladeb soukromého "Spolku přátel komorní hudby v Pardubicích". Šablonovitá výmalba na tmavohnědém podkladu je zvýrazněna ruční malbou motivů "zpěvu ptactva na větvích stromu". V noci (patrně díky příměsi mikroskopických stříbrných lupínků do malby) světélkující a s rozbřeskem spolu s probouzející se faunou upomíná svojí výrazností na oblibu asijských kultur, kdy celá prostora je naplněna životem, před nalezením "zpěvu lidské existence - dialogu". Pokoj je účelově oddělen od šatny a původně projektované "lázně" oddělen koridorem chody, jejíž blankytný strop v protáhlých pásech člověka provází na terasu (jihozápadní orientace), která je zacloněna hustou korunou magnolie. Ta transponuje motiv užité japonerie do schéma "prostorového dějství" zahrady, cesty a architektury budovy samotné. Jiným zcela odlišně pojatým je tzv. Západní pokoj - jehož pás centrálně umístěných oken prosvítají paprsky zapadajícího slunce, které...

### Sbírky Eva
Umělecko-historická kolekce Eva obsahuje předměty, které povšechně lze označit za kabinet fetiše či freudovsky kolekci s tématem Totem a tabu. Nejstarším autorským předmětem sbírky je  vešebt kresliče boha Amona - Parahotepa, který se podílel na výzdobě Údolí králů a Údolí královen za vlády Ramesse II. kolem roku 1240 př. n. l.. Do roku 1909 se nalézal ve sbírce svobodného pána Vojtěcha Lanny mladšího, zakladatele sbírky českého skla Uměleckoprůmyslového muzea v Praze, který je prodal na aukci v Berlíně. Hliněný "golem- Usírem osvícený", ten který odpovídá:" ... z východu na západ.. Provedu - zde jsem, kresliči Amona, synu kresliče Paj v Místě Pravdy." V zastoupení vykonává lopotné práce, jako obdělávání polí, zavlažování řek a jiné. Terakotovou další památkou je nevelký románský reliéf ptactva a rostlin z 12. století, který byl pravděpodobně součástí kachlové výzdoby kamen. Půlelipsovité vymezení vyobrazených je dokomponováno architektonickými prvky kombinující ideu země (půdy - architektury - nehybnosti) a života ( sedmiramenné rostliny, druhy ptactva) propojenou živly (voda - vzduch - oheň - vítr). Votivní předmět snad náboženského bratrstva či profesního spolku z francouzské provenience z pol. 14. století - "Dary Mudrců" - je variantou do slonoviny řezaných miniaturních reliéfu klasické gotiky. Je ikonografickým příkladem disputace " tří králů (tří věků života)" . Poklekající Kašpar (nejstarší), v levé ruce drží korunu (jako jediný ji nemá na hlavě) a podává uzavřenou klenotnici dítěti. Centrálně komponovaná postava je umocněna diskutujícími mudrci s Marií královnou v pozadí, která drží na klíně Ježíše. Manýristický reliéf Příbuzenstvo Ježíšovo je produkcí rudolfínské dílny okruhu Adrian de Vries. Typickou analogií nejen společenského vlivu sbírky Rudolfa II. je dílo od Petra Brandla - Obřízka Ježíše (kol 1700), který Hradní obrazárnu se svým učitelem spravoval. Z raného díla Brandlova je dochovaný barokní Autoportrét malíře stejně jako nevelká Studie autoportrétu Jana Kupeckého (k portrétu chovaném v pražské NG). Obě díla prezentují diferencující způsob psychologického rozpoložení. Brandlův kolega a spolupracovník Matyáš Bernard Braun, který s malířem několikráte spolupracoval (např. při realizacích soch pro Karlův most) je zastoupen nevelkými expresivně pojatými modely - Ukřižovaný je črtovitě zpodobněná bolestí zdeformovaná muskulatura, obličej Ježíše ve vyjádření navozuje loutkové podoby čertů a celá figura je jen variantou "disputujícího" Gutfreundova Hamleta.
Nevelkými modely od F. M. Brokoffa, Ignáce Platzera a přípravným Gutfreundovým modelem Úzkosti z roku 1911 (jejíž realizace je také umístěna v památníku Obětí v Osvětimi) je kolekce drobných plastik završena. Krystalicky pojatou kubistickou branou od Františka Kysely z roku 1913, je vyzdobeno loutkové divadlo kulisami barokního Clam Gallasova paláce, či variací architektury na pražskou Jubilejní synagogu Františka Josefa, na jejíž návrzích se podílel i autor známého Portmonea Archivováno 5. 12. 2004 na Wayback Machine. podivínský Josef Váchal[zdroj⁠?!]. Jeho "libreto loutkového Království pekelného" imaginaci bizarně přenáší divákovi do karikatury. Okultní fascinaci později plně uplatňuje v interiéru "faustovského" domu v Litomyšli. Počátek minulého století prezentuje soubor litografií od Františka Kupky na téma náboženství,politiky a války, kde je společnost parodována mistrnými alegoriemi. Torzálně dochovaný iluminovaný rukopis dokončený roku 1938 Tajné figury rosenkruciánů 17. a 18. století byl uchován přes totalitní systémy, neboť byl rozdělen na několik částí a ty byly deponovány u rozličných vlastníků.
Současnost lze parafrázovat na kolekci "fetišů" kafkovské byrokracie. Roku 1925 byla uveřejněna česká mutace textu "Proces". Spisovatel neobvykle rozpřádá mechanismus systému existence jedince na počátku nového věku - ve "fikci" života bankovního úředníka.

### Současnost
Křížova vila je od února roku 2007 chráněna jako kulturní památka. Citlivá a se zájmem o génius loci domu vedená revitalizace objektu by se mohla stát vzorem pro majitele dalších architektonicky zajímavých a s velkou mírou intaktnosti dochovaných meziválečných rodinných domů.